# 上铺站
上铺站位于浙江省衢州市江山市虎山街道、紧邻江山经济开发区，是沪昆铁路上的车站。车站由上海局集团金华车务段管辖，货运办理整车发到业务，除江山市区外，车站货源还辐射福建北部、江西东部的部分地区。

## 历史
上铺站为服务江山水泥厂而建于1958年，当时车站设有5条股道。车站启用后除输送水泥厂物资外，还分流了贺村站的部分货运业务。1960年车站修建至茅村坪煤矿的专用线，但后于1964年拆除:268。
1988年车站修建通往清湖路口货场的专用线，长1.5公里，当年启用；1994年又建成中石化江山油库专用线:222。1996年1月，车站因中国铁路大提速影响停办客运业务:156。
在浙赣线电气化改造工程中，上铺站为江山城区外迁工程接轨车站，而车站下行区间则沿用既有线路。下行区间于2005年12月27日完工，而上行区间所属的江山城区外迁工程则于2006年5月25日开通:223。
由于杭长客运专线工程占用原江山站货运设施，原江山站货场搬迁至上铺站。2011年11月1日“杭长线江山货场搬迁至上铺站还建工程”开工，于2013年7月24日竣工、同年9月27日正式投用。
未来车站附近将建设浙西公铁联运无水港及上铺通用仓储基地等工程。

## 车站结构
上铺站站场设有6条到发线和3条调车线，此外还设有“江山货场”和“上铺货场”两个货场。新货场名为“江山货场”，位于车站南侧，占地面积220多亩，于2013年启用，主要办理仓储货物和集装箱货物，内设3条货物线；而通过专用线引出的老货场则命名为“上铺货场”，位于江贺路东侧清湖路口，面积2.8万平方米，办理露天货物运输，内设2条货物线。
此外车站还设有通往江山南方水泥和中国石化浙江衢州石油分公司的专用线。